# Storm Catcher
Pour plus de détails, voir Fiche technique et Distribution.
Storm Catcher est un film américain de Anthony Hickox sorti en 1999.

## Synopsis
Un agent de la CIA doit empêcher des  nazis de voler des engins militaires.

## Fiche technique
- Titre : Storm Catcher
- Réalisation : Anthony Hickox
- Producteur : Tracee Stanley
- Scénario : Bill Gucwa, Ed Masterson
- Directeur de la photographie : David Bridges
- Montage : Brett Hedlund
- Musique : David Wurst et Eric Wurst
- Pays d'origine : États-Unis
- Langue : anglais
- Genre : Action
- Format : Couleur - 35mm
- Durée : 95 minutes
- Dates de sorties en salles : 10 septembre 1999 (États-Unis)

## Distribution
- Dolph Lundgren (VF : Luc Bernard) : Major Jack Holloway
- Mystro Clark : Captain 'Sparks' Johnson
- Jon Pennell : Captain Lucas
- Robert Miano : General William Jacobs
- Yvonne Zima : Nicole Holloway
- Kylie Bax : Jessica Holloway
- Jody Jones : Sergeant McGarry
- Robert Glen Keith : Sergeant Stanley
- Anthony Hickox : Agent
- Kimberley Davies : Agent Lock
- Rudy Mettia : Commando
- Burt Goodman : Old Guy
- Richard Bjork : Bubba Pickles
- Andreea Radutoiu : Havens